# Parviz Poorhosseini
Parviz Poorhosseini (en persa: پرویز پورحسینی, Teherán, 11 de septiembre de 1941–Ib., 27 de noviembre de 2020) fue un actor iraní de cine, teatro y televisión, reconocido principalmente por sus papeles en las películas Bashu, the Little Stranger (1989), The Fifth Season (1997) y Saint Mary (1997).
Otras películas populares en las que registró apariciones fueron The Man Who Became a Mouse (1985), The Night it Happened (1988), Bolandiha-ye sefr (1993) y Khab-e Leila (2010). Durante su carrera actuó en más de 35 películas, en cerca de 70 programas de televisión y en más de 60 producciones teatrales, y trabajó con destacados directores como Peter Brook, Arbi Avansian, Hamid Samandarian, Bahram Beizai y Ali Rafiei.

## Biografía

### Carrera
Poorhosseini nació en Teherán, capital de Irán, el 11 de septiembre de 1941. Luego de finalizar sus estudios básicos, se graduó con una licenciatura en artes escénicas de la Facultad de Bellas Artes de la Universidad de Teherán. En 1961 unió fuerzas con el cineasta Hamid Samandarian y con otros actores para formar el grupo teatral Pasargad, con el que realizó numerosas giras.
Luego de dedicarle gran parte de la década de 1960 al teatro, Poorhosseini incursionó en la pantalla chica a comienzos de la década de 1970 integrando el elenco del telefilme The Spring en 1972. En los años 1980 registró varias apariciones en largometrajes en su país, entre los que destacan Kamalolmolk
(1984), Mardi ke moosh shod (1985), The Finish Line (1986), Treasure (1987), The Night it Happened (1988) y Bashu, the Little Stranger (1989), cinta dirigida por el aclamado dramaturgo y cineasta Bahram Beizai. En 1988 retornó a la televisión en la miniserie Hezardastan.
Inició la década de 1990 protagonizando los largometrajes The Herald y Renault Tehran 29. En 1993 protagonizó junto a Shahrokh Ghiasi, Jalal Moghadam y Morteza Ahmadi la película dramática Bolandiha-ye sefr bajo la dirección de Hosseinali Fallah Layalestani. En 1997 interpretó uno de los papeles principales en la película Saint Mary de Shahriar Bahrani. Por su desempeño en la cinta, obtuvo el Premio al Mérito en el Festival Internacional de Cine de Fajr tres años después. En la década de 2000 apareció principalmente en películas para televisión y en algunas series, entre las que destacan Nazr (2004), Yeki az Hamin Roozha (2007) y Sayeh Tanhaee (2008). Tras aparecer en películas como Zangaar (2010), Khab-e Leila (2010) y Dorane Asheghi (2015), Poorhosseini registró su última actuación en el largometraje de 2018 Jadeh Ghadim (conocida internacionalmente como The Old Road), bajo la dirección de Manijeh Hekmat y con la participación de otros destacados actores Mahtab Keramati, Atila Pesiani, Tarlan Parvaneh y Mohammad Reza Ghaffari.

### Enfermedad y fallecimiento
Poorhosseini fue internado en una unidad de cuidados intensivos en una clínica de Teherán en noviembre de 2020 al resultar positivo para COVID-19. Luego de luchar varios días con la enfermedad, falleció el 27 de noviembre a los setenta y nueve años. Su hijo Pourang confirmó la noticia del fallecimiento ante el medio iraní Mehr News Agency.

## Filmografía destacada

### Cine y televisión
| Año  | Título                     | Notas               |
| ---- | -------------------------- | ------------------- |
| 2017 | Ghatel-e ahli              |                     |
| 2016 | alijenab                   | Serie de televisión |
| 2014 | Hussein, Who Said No       |                     |
| 2014 | Dorane Asheghi             |                     |
| 2010 | Leila's Dream              |                     |
| 2008 | Disconnection              | Cortometraje        |
| 2007 | Yek mosht par oghab        | Serie de televisión |
| 2006 | avalin shab aramesh        | Serie de televisión |
| 2004 | Nazr                       | Telefilme           |
| 1999 | Once Upon a Time in Tehran |                     |
| 1998 | Dialogue with the wind     | Cortometraje        |
| 1997 | Komiteh mojazat            |                     |
| 1997 | The Fifth Season           |                     |
| 1997 | Saint Mary                 | Telefilme           |
| 1993 | Bolandiha-ye sefr          |                     |
| 1993 | Rooz-e fereshte            |                     |
| 1991 | Avinar                     |                     |
| 1991 | Rah o birah                |                     |
| 1991 | Valley of the Butterflies  |                     |
| 1990 | Renault Tehran 29          |                     |
| 1990 | The Herald                 |                     |
| 1989 | Kashtee-ye Angelica        |                     |
| 1989 | Shab-e hadese              |                     |
| 1989 | Bashu, the Little Stranger |                     |
| 1988 | Bahar dar payeez           |                     |
| 1988 | Telesm                     |                     |
| 1988 | Hezardastan                | Serie de televisión |
| 1987 | The Station                |                     |
| 1987 | Treasure                   |                     |
| 1986 | Mehmani-e khosoosi         |                     |
| 1986 | Mute Contact               |                     |
| 1986 | The Finish Line            |                     |
| 1986 | Sarab                      |                     |
| 1985 | Mardi ke moosh shod        |                     |
| 1984 | Kamalolmolk                |                     |
| 1980 | Salandar                   | Cortometraje        |
| 1972 | The Spring                 | Telefilme           |